# An Jae-sung
An Jae-sung (koreanisch 안재성; * 28. Mai 1985 in Suncheon) ist ein ehemaliger südkoreanischer Tennisspieler.

## Karriere
An spielte bis 2003 nur wenige Matches auf der ITF Junior Tour. In der Jugend-Rangliste erreichte er mit Rang 277 seine höchste Notierung.
Bei den Profis spielte An zunächst eher selten, da er ein Studium an der Konkuk University absolvierte. Während seines Studiums nahm er für Südkorea 2006 an den Asienspielen teil, wo er mit der Mannschaft die Goldmedaille gewann. Ein Jahr später unterlag er dem Thailänder Danai Udomchoke im Finale der Sommer-Universade und gewann neben Silber auch Bronze im Doppel. Bis dahin hatte er 2006 schon zwei Doppeltitel und 2007 zwei Einzeltitel auf der Future Tour gewonnen. Sein größte Einzelerfolg war das Erreichen des Challenger-Turniers in Neu-Delhi im Dezember 2007. Im Finale unterlag er Aisam-ul-Haq Qureshi. Zuvor war er bei keinem Challenger über die zweite Runde hinaus gekommen. Einzig 2008, erneut in Neu-Delhi, schaffte er es noch einmal ins Viertelfinale. Sein Karrierehoch von Rang 289 nahm er im April 2008 ein. Im Einzel gewann er 2009 seinen dritten und letzten Future-Titel, kam in der Weltrangliste aber nicht mehr in die Sphären von 2008.
Im Doppel gewann An bis 2013 (außer 2009) jedes Jahr Titel. Acht davon gewann er bei Futures – den einzigen Challenger-Titel errang er 2008 im kanadischen Moncton. Nur ein weiteres Mal schaffte er es in eine Vorschlussrunde eines Challengers. Sein Allzeithoch nahm er im selben Jahr mit Platz 454 ein. Zwischen 2005 und 2008 spielte An in fünf Begegnungen für die südkoreanische Davis-Cup-Mannschaft, wo er eine Bilanz von 4:3 vorweist.
2014 beendete er seine Karriere. Er leitet eine Tennisakademie in Jeju-si.

## Erfolge
| Legende (Anzahl der Siege) |
| Grand Slam                 |
| ATP Finals                 |
| ATP Tour Masters 1000      |
| ATP Tour 500               |
| ATP Tour 250               |
| ATP Challenger Tour (1)    |

### Doppel

#### Turniersiege
| Nr. | Datum         | Turnier | Belag     | Partner      | Finalgegner               | Ergebnis          |
| --- | ------------- | ------- | --------- | ------------ | ------------------------- | ----------------- |
| 1.  | 19. Juli 2008 | Moncton | Hartplatz | Hiroki Kondō | Daniel Chu Adil Shamasdin | 6:2, 2:6, [12:10] |